# Franz Riklin
Pour les articles homonymes, voir Ricklin.
Franz Ricklin (1878-1938) est un psychiatre suisse.

## Biographie
Au début de sa carrière, il travaille au Burghölzli de  Zurich sous la direction d'Eugen Bleuler (1857-1939) puis va étudier la psychologie expérimentale avec Emil Kraepelin (1856-1926) et Gustav Aschaffenburg (en) (1866-1944) à Heidelberg.
À partir de 1904 il est médecin à la clinique psychiatrique de Rheinau. 
Riklin a collaboré avec Carl Gustav Jung, sur la méthode des associations de mots. En 1905 les deux auteurs publient les résultats de leurs recherches dans un ouvrage intitulé Recherches expérimentales sur les associations chez les sujets sains (Experimentelle Untersuchungen über die Assoziationen Gesunder). Un autre livre important écrit par Riklin est Réalisation des souhaits et symbolique dans les contes de fées (Wunscherfüllung und Symbolik im Märchen). Par la suite il s'est rapproché de la méthode de Freud.
En 1906 il épouse Sophie Fiechter, une des petites-filles de Karl Gustav Jung, et donc cousine de Carl Jung. Leur fils aîné, Franz Niklaus Riklin (1909–1969), est par contre devenu psychiatre et psychanalyste jungien.